# Adriana Giuffrè
Adriana Giuffrè (Roma, 9 marzo 1939 – Tarquinia, 14 agosto 2023) è stata un'attrice italiana.

## Biografia
Figlia della soubrette Gianna Giuffrè, seguì le sue orme come attrice nel mondo del cinema. 
Debuttò giovanissima con piccole apparizioni nelle pellicole I soliti ignoti e Nella città l'inferno. 
All'inizio degli anni sessanta lavorò nei film storici girati negli Studi di Cinecittà a Roma, come I baccanali di Tiberio e Gli amori di Ercole.
Nel 1961 partecipò alla Mostra del Cinema di Venezia, con il film Le italiane e l'amore. 
Nel 1967 affiancò Alberto Sordi nel film Il medico della mutua (era la moglie del personaggio interpretato da Leopoldo Trieste).
Negli anni successivi lavorò in diversi spaghetti-western tra i quali Vado... l'ammazzo e torno, Il tredicesimo è sempre Giuda e Prega il morto e ammazza il vivo.
In carriera lavorò con famosi registi come Federico Fellini, Luigi Zampa, Marco Ferreri e Salvatore Samperi, e con tanti attori tra i quali  Totò, Ugo Tognazzi, Monica Vitti, Klaus Kinski, Johnny Dorelli, Sandra Mondaini, Paolo Villaggio, Franco Franchi e Ciccio Ingrassia.

## Filmografia

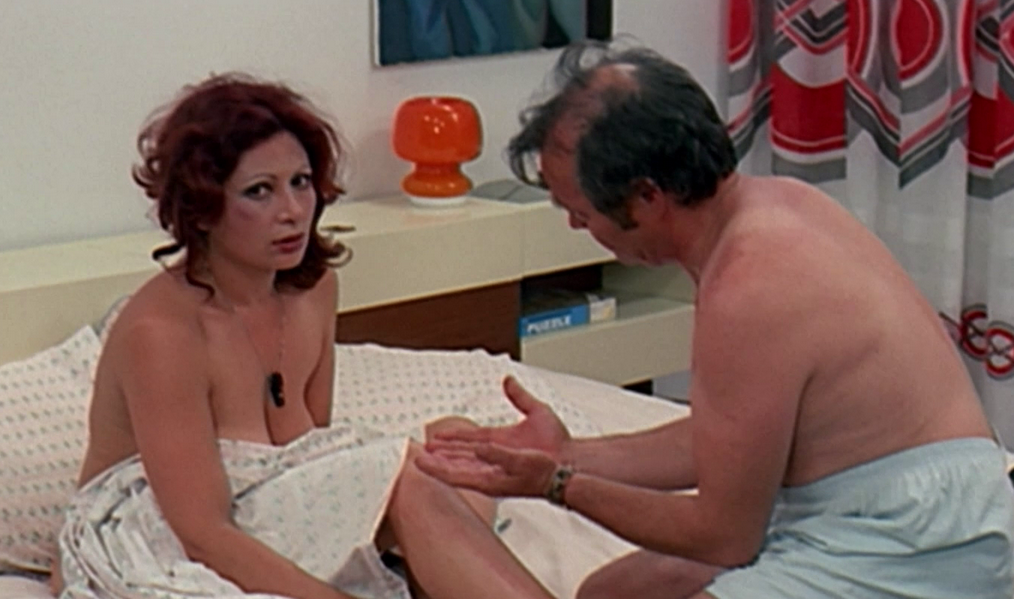
Adriana Giuffrè ne I sette magnifici cornuti (1974)

### Cinema
- A vent'anni è sempre festa, regia di Vittorio Duse (1957)
- I soliti ignoti, regia di Mario Monicelli (1958)
- Nella città l'inferno, regia di Renato Castellani (1959)
- I baccanali di Tiberio, regia di Giorgio Simonelli (1959)
- Delitto in pieno sole (Plein soleil), regia di René Clément (1960)
- Saffo, venere di Lesbo, regia di Pietro Francisci (1960)
- Gli amori di Ercole, regia di Carlo Ludovico Bragaglia (1960)
- Labbra rosse, regia di Giuseppe Bennati (1960)
- Risate di gioia, regia di Mario Monicelli (1960)
- Chi si ferma è perduto, regia di Sergio Corbucci (1960)
- Totò, Peppino e... la dolce vita, regia di Sergio Corbucci (1961)
- Il federale, regia di Luciano Salce (1961)
- Le italiane e l'amore, regia collettiva, episodio La frenesia del successo (1961)
- I due marescialli, regia di Sergio Corbucci (1961)
- Gerarchi si muore, regia di Giorgio Simonelli (1962)
- Un alibi per morire, regia di Roberto Bianchi Montero e Piero Costa (1962)
- Venere imperiale, regia di Jean Delannoy (1963)
- Maciste l'eroe più grande del mondo, regia di Michele Lupo (1963)
- Il lungo, il corto, il gatto, regia di Lucio Fulci (1967)
- Il medico della mutua, regia di Luigi Zampa (1967)
- Per 100.000 dollari t'ammazzo, regia di Giovanni Fago (1967)
- Per amore... per magia..., regia di Duccio Tessari (1967)
- Vado... l'ammazzo e torno, regia di Enzo G. Castellari (1967)
- Uno di più all'inferno, regia di Giovanni Fago (1968)
- Preparati la bara!, regia di Ferdinando Baldi (1968)
- Dillinger è morto, regia di Marco Ferreri (1969)
- Quel giorno Dio non c'era, regia di Osvaldo Civirani (1970)
- Ninì Tirabusciò, la donna che inventò la mossa, regia di Marcello Fondato (1970)
- Shango, la pistola infallibile, regia di Edoardo Mulargia (1970)
- Mazzabubù... Quante corna stanno quaggiù?, regia di Mariano Laurenti (1971)
- Il clan dei due Borsalini, regia di Giuseppe Orlandini (1971)
- Prega il morto e ammazza il vivo, regia di Giuseppe Vari (1971)
- Il tredicesimo è sempre Giuda, regia di Giuseppe Vari (1972)
- I sette magnifici cornuti, regia di Luigi Russo (1974)
- La città delle donne, regia di Federico Fellini (1979)
- Tutta da scoprire, regia di Giuliano Carnimeo (1980)
- Sesso profondo, regia di Frank Martin (Marino Girolami) (1980)
- Erotic Flash, regia di Roberto Bianchi Montero (1981)
- Fantasma d'amore, regia di Dino Risi (1981)
- Mia moglie torna a scuola, regia di Giuliano Carnimeo (1981)
- Storie di ordinaria follia, regia di Marco Ferreri (1981)
- Teste di quoio, regia di Giorgio Capitani (1981)
- Casta e pura, regia di Salvatore Samperi (1981)
- Innamorato pazzo, regia di Castellano e Pipolo (1981)
- Bello mio, bellezza mia, regia di Sergio Corbucci (1981)
- L'Ave Maria, regia di Ninì Grassia (1982)
- Apocalisse di un terremoto, regia di Sergio Pastore (1982)
- Pin il monello, regia di Sergio Pastore (1982)
- Il sommergibile più pazzo del mondo, regia di Mariano Laurenti (1982)
- Dio li fa poi li accoppia, regia di Steno (1982)
- Sbirulino, regia di Flavio Mogherini (1982)
- Viuuulentemente mia, regia di Carlo Vanzina (1982)
- W la foca, regia di Nando Cicero (1982)
- Il padrone del mondo, regia di Alberto Cavallone (1983)
- Amore tossico, regia di Claudio Caligari (1983)
- Razza violenta, regia di Fernando Di Leo (1983)
- I predatori di Atlantide, regia di Ruggero Deodato (1983)
- Il petomane, regia di Pasquale Festa Campanile (1983)
- Il diavolo e l'acquasanta, regia di Bruno Corbucci (1983)
- La donna del mare, regia di Sergio Pastore (1983)
- Il voto, regia di Mario Bonnard (1984)
- L'ultimo giorno, regia di Amasi Damiani (1985)
- Massimamente folle, regia di Marcello Troiani (1985)
- I mercenari raccontano, regia di Sergio Pastore (1985)
- Asilo di polizia, regia di Filippo Ottoni (1986)
- Cobra Mission, regia di Fabrizio De Angelis (1986)
- La lingua, regia di Marco Toniato (1986)
- L'attrazione, regia di Mario Gariazzo (1987)
- L'insegnante di violoncello, regia di Lorenzo Onorati (1989)
- Ponte Milvio, regia di Roberto Meddi (2000)

### Televisione
- E non se ne vogliono andare!, regia di Giorgio Capitani – film TV (1987)